# Бланко Енкалада (бронепалубен крайцер, 1893)
Бланко Енкалада (на испански: Blanco Encalada) е бронепалубен крайцер на чилийските ВМС от края на 19 век. Построен в единствен екземпляр. Той е усъвършенствана версия на крайцерите „Вейнтисинко де Майо“ и „Нуеве де Хулио“, построенных для ВМС на Аржентина, принадлежи към т.нар. „елсуикски крайцери“, строени за експорт от британската компания Armstrong Whitworth.

## Проектирование и построяване
След спускането на вода на „Нуеве де Хулио“ ръководството на „Армстронг“ решава, че Чили, които са в сложни и конфликтни отношения с Аржентина, също ще поиска попълване на флота си със съвременни крайцери. Макар още преговорите с правителството на Чили да не са завършени, вече през юли 1892 г. компанията залага новия крайцер, за да няма прекъсване в работата на предприятието. Едва през септември 1892 г. правителството на Чили се съгласява да купи строящия се кораб на цена 333 500 фунта стерлинги.
Чилийците привличат като консултант Едуард Джеймс Рид, бивш главен строител на Кралския флот и изискват множество подобрения. В основно това е монтирането на крайцера на артилерия, силно превъзхождаща аржентинските конкуренти. Това, на свой ред, води до изменение на корпусните конструкции.

## Конструкция
„Бланко Енкалада“ има гладкопалубен корпус. Това е направено за подобряване на мореходността му и особено за използването на артилерията в лошо време. Дъното на кораба има обшивка от тик и медни пластини. Двойното дъно сега се простира по цялата дължина на кораба, а при „Вейнтисинко де Майо“ и „Нуеве де Хулио“ то липсва в района на силовата установка.
На „Бланко Енкалада“ фокмачтата се намира пред мостика. Това е направено за да се намали максимално негативното влияние на дулните газове от носовото тежко оръдие при управлението на кораба. Подобно решение инженерите на компанията повтарят още в много проекти.